# Antoine Giret
Pour les autres membres de la famille, voir Famille Giret.
Antoine Giret est un pilote français de char à voile, de catégorie classe 3.

## Palmarès

### Championnats du monde
- Participation en 2006, 2010 et 2012[1].

### Championnats d'Europe
- Médaille d'or en 2016, à Bretteville-sur-Ay,  France, en classe 3
- Médaille d'or en 2013, à Sankt Peter-Ording,  Allemagne, en classe 3

### Championnats de France
- 2  Médaille d'or